# Submersion marine
Ne pas confondre avec transgression marine

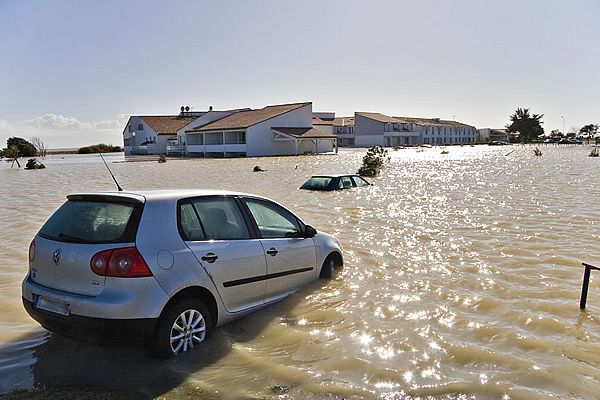
Submersion marine à la suite de la tempête Xynthia à Sainte-Marie-de-Ré sur l'île de Ré (Charente-Maritime)

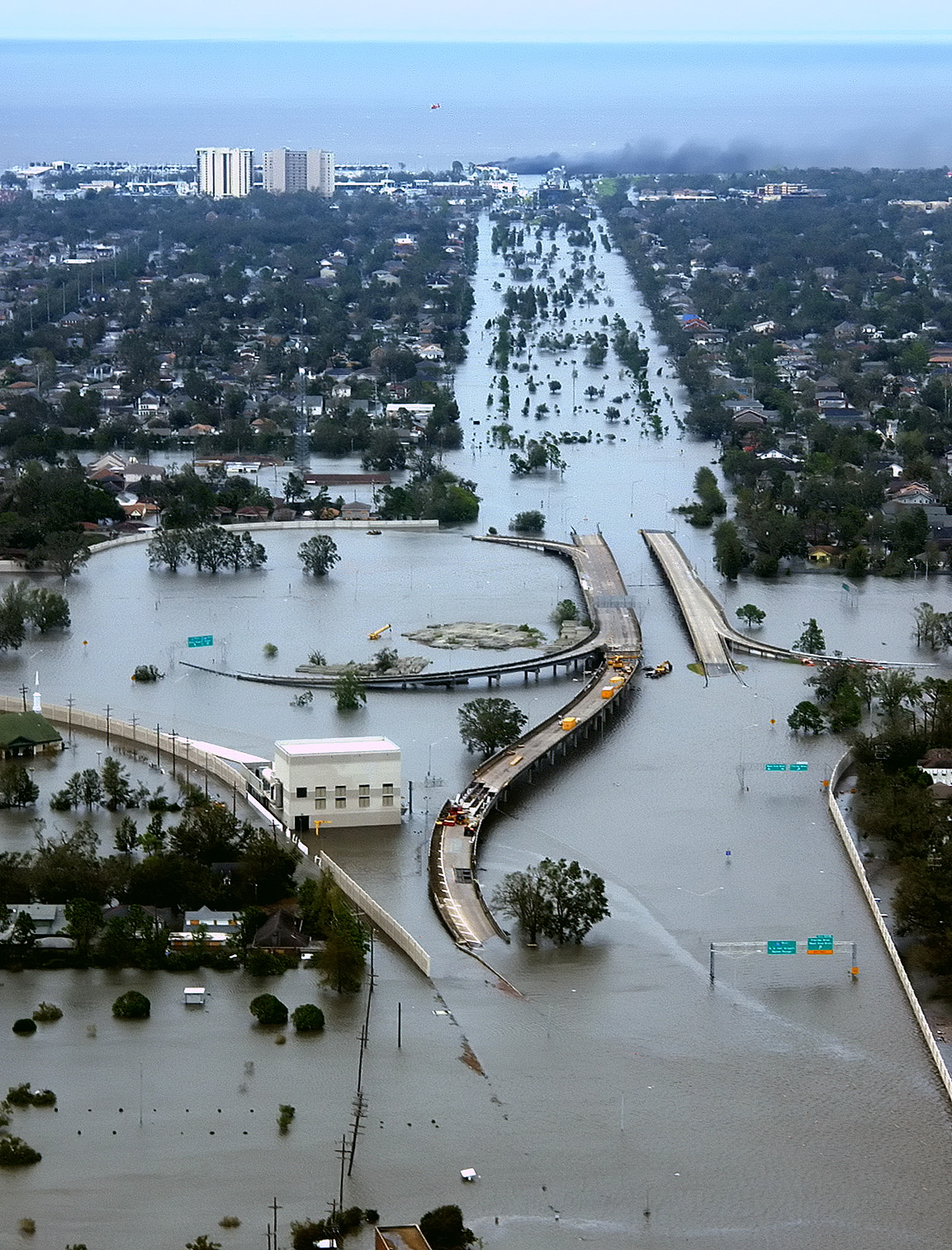
Submersion marine à la Nouvelle-Orléans (USA) due à l'ouragan Katrina et à la rupture des digues de protection de la ville en 2005.

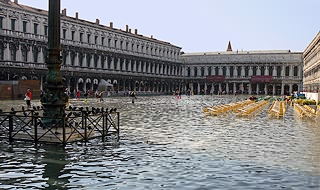
Acqua alta sur la place San Marco à Venise

Une submersion marine est une inondation temporaire et éventuellement épisodique de zone côtière, générée par la mer voisine, avec de l'eau salée ou saumâtre, lors d’évènements météorologiques (tempête, cyclone tropical, forte dépression et vent de mer) ou océanographiques (houle, marée, onde de tempête, tsunami) d’ampleur très inhabituelle. Elle commence lorsque les plus hauts jets d'eau de mer de la bordure maritime dépassent la crête des accumulations littorales, provoquant un transfert d'eau et parfois de sédiments sur le versant terre du cordon littoral.
La capacité de ce risque naturel à engendrer des modifications du trait de cote dépend beaucoup de l'énergie des vagues déversantes. Les brèches pouvant être ainsi créées dans les dunes ou les digues littorales sont souvent déterminantes dans l'ampleur du phénomène.
La submersion marine se distingue de la transgression marine surtout par son aspect éphémère (quelques heures / jours). À l'échelle des temps géologiques, une succession de submersions marines de plus en plus envahissantes indique une transgression marine. Ce risque est aggravé par la montée de la mer due au changement climatique.

## Causes
Les causes d'une submersion marine sont souvent en lien avec une heure de marée haute à fort coefficient et/ou un raz-de-marée et peuvent être :
- soit une surcote marine provoquée soit par une forte tempête[1] ou un cyclone tropical engendrant une onde de tempête, soit par la combinaison d'un vent de mer, d'une forte dépression au-dessus de la terre (tsunami météorologique) et d'un coefficient de marée élevé ;
- soit une rupture de digue ou de cordon littoral[1] ;
- soit un glissement de terrain engendrant des vagues de fortes amplitudes[1] (exemple : tsunami).

Le réchauffement climatique accroit fortement la fréquence des submersions marines : un pool international de chercheurs, dont ceux, pour la France, de l'Institut de recherche pour le développement (IRD) et du Centre national d'études spatiales (CNES), publie en juin 2021 une étude qui montre qu'en 23 ans (1993-2015) la durée annuelle des épisodes de submersion marine qui frappent les côtes du globe s'est globalement accrue de 50 %, et qu'à la fin du siècle, la durée de ces débordements épisodiques pourrait être 50 fois plus élevée.

## Caractéristiques
Les principales caractéristiques de la submersion marine, déterminant le niveau d'aléa, sont :
- le seuil, qui est fortement lié au niveau moyen de la mer et à l'élévation de son niveau,
- l'altitude du lieu concerné,
- l'ampleur, en hauteur d'eau submergente (exemple : 1 m, 2 m, 5 m) et en étendue (en ha, en km2),
- la soudaineté (vitesse et temps de montée) : de quelques minutes à plusieurs dizaines de minutes,
- la fréquence / période de retour,
- la durée de submersion.

## Événements historiques récents
- En Europe :
  - l'Inondation causée par la mer du Nord en 1953,
  - en février 2010, en France, la tempête Xynthia a provoqué une submersion marine catastrophique[9] en Vendée et en Charente-Maritime ;
  - en 2013-2014, plusieurs exemples de submersions marines mesurées à l'aide de marégraphe sont consignées dans le rapport du SHOM[10].
  - l'Ouragan Irma en France d'Outre-Mer qui a touché notamment les iles de Saint-Martin et Saint-Barthelemy en 2017[11],
  - À Venise, l'Acqua alta est une submersion marine relativement périodique.
- Dans le reste du monde :
  - l'Ouragan Katrina aux USA en 2005,
  - le Cyclone de Bhola au Bangladesh en novembre 1970

## Prévention / Protection, gestion du risque
Après une cartographie du risque (de l'aléa), et hiérarchisation des enjeux, la protection des digues existantes et/ou d'importants travaux sont parfois entrepris pour lutter contre ces effets dommageables, comme :
- aux Pays-Bas, avec le plan Delta,
- à Londres avec les barrières de la Tamise,
- à Venise sur le cordon lagunaire,
- dans le bassin d'Arcachon[15].

Une entreprise de Bayonne, Wave Bumper, a, quant à elle, développé une digue amovible anti-vagues de submersion marine. Cette solution renvoie l’énergie des vagues, et génère un mouvement de retour vers l’océan.
Une autre démarche consiste à évacuer les zones trop exposées (polders le plus souvent) et à les transformer en zone tampon en les rendant à la mer et en restaurant les milieux naturels qui s'y trouvaient originellement (dépoldérisation), et à intégrer cette démarche conjointement aux digues de protection dans des politiques de gestion et de prévention des risques.
Un particulier qui souhaite limiter les effets d'une submersion marine pour lui-même, sa famille, dans son habitation ou sur son parcours de circulation, peut envisager les consignes de sécurité / conseils de comportement suivants :
| Quand ?                                            | Comment ? |
| -------------------------------------------------- | --- |
| Bien avant (prévention) : anticiper et s’organiser | - S’informer des risques (ex : plan de prévention des risques), des modes d’alerte et des consignes (ex dans le Dossier d'information communal sur les risques majeurs) en mairie ; - Élaborer les dispositions nécessaires à sa mise en sûreté ; - Prévoir dans son logement une zone refuge hors d'eau avec une issue vers le haut, facilement accessible de l'intérieur (en particulier depuis les chambres) pour tous, utilisable sans éclairage ni électricité : étage supérieur (avec une ouverture de visibilité / d'évacuation pour les secours), toit ; - Identifier le disjoncteur électrique et le robinet d’arrêt du gaz ; - Amarrer les cuves et les gros objets pouvant flotter ; - Repérer les points hauts relativement voisins hors zone submersible et la submersibilité du parcours pour les atteindre : pour le stationnement de véhicule(s) ; - Mettre hors d’eau les meubles et objets précieux : papiers personnels, album de photos, factures…, les matières et les produits dangereux ou polluants ; - Prévoir les équipements minimum : radio à piles, réserve d'eau potable et de produits alimentaires, papiers personnels, médicaments urgents, vêtements de rechange, couvertures… - Matérialiser par des balises spécifiques les piscines (risque de noyade dans l'eau trouble des sauveteurs et / ou de riverains) ; - Réaliser un exercice de sécurité (mise en sureté) chaque année ; - Vérifier son assurance sur les dommages liés à ce risque naturel ; |
| Pendant (protection) : Agir efficacement           | - Au moment de l'alerte (vigilance météorologique, radio, appel téléphonique) : - S'informer par radio (ou auprès de la mairie) de la montée des eaux (prévoir une marge (survenue plus tôt / plus haut)), des consignes à suivre (évacuation...) ; - Sauf si votre logement n'a pas de zone refuge hors d'eau, n'entreprendre une évacuation externe que si vous en recevez l'ordre des autorités dans le lieu alors indiqué ; - N'utiliser les pièces submersibles que pour un usage secondaire ; - Fixer / amarrer les éléments mobiliers pouvant être emportés (poubelle, meubles de jardin, réserve de bois de chauffage, etc.) ; - Disposer les balises spécifiques de piscine ; - Monter à l'étage les équipements de secours et les objets précieux ; - Couper les arrivées de gaz, d'eau et d'électricité ; - Lors de la submersion : - Ne pas tenter de rejoindre ses proches à l'extérieur ou d’aller chercher ses enfants à l’école ; - Monter dans les étages ; - Éviter de téléphoner afin de libérer les lignes pour les secours ; - Prendre des photos, des vidéos, pour le dossier d'assurance ; |
| Après (résilience) : surmonter                     | - Informer les autorités de tout danger ; - Aider les personnes sinistrées ou à besoins spécifiques ; - Après le retrait complet de l'eau : - Aérer ; - Désinfecter à l'eau de javel ; - Chauffer dès que possible ; - Ne rétablir le courant électrique que si l'installation est sèche. |

## En France métropolitaine
Environ 7 000 km2 sont à risque de submersion, à 56 % situés sur la façade atlantique, alors que la façade Manche – mer du Nord est concernée pour 26 % et le pourtour méditerranéen pour 17 %. Selon le ministère de l'écologie, les secteurs les plus à risques sont « la plaine de Flandre et la plaine picarde, le Calvados, les marais du Cotentin, les polders de la baie du Mont-Saint-Michel, ponctuellement sur la côte sud de la Bretagne, dans les grands marais atlantiques (marais breton, poitevin et charentais), la pointe du Médoc, le pourtour du bassin d’Arcachon, la côte languedocienne et la Camargue (...)Les terres agricoles couvrent près des trois quarts des zones basses, tandis que les territoires artificialisés, où se concentrent les enjeux, occupent près de 10 % des terres, soit environ deux fois plus que la moyenne métropolitaine. Dans l’ensemble des zones basses, la population est estimée à 850 000 personnes et le nombre de logements à 570 000. ».